# Praktfläta
Praktfläta (Hypnum imponens) är en bladmossart som beskrevs av Hedwig 1801. Praktfläta ingår i släktet flätmossor, och familjen Hypnaceae. Arten är reproducerande i Sverige. Inga underarter finns listade i Catalogue of Life.